# Simon Greenall
Simon Greenall (Longtown, 3 gennaio 1958) è un attore, sceneggiatore, produttore cinematografico e doppiatore britannico, maggiormente noto per il ruolo di Michael nella sitcom BBC I'm Alan Partridge la partecipazione a varietà televisivi, radiofonici e teatrali.

## Biografia
Nato a Longtown, Cumberland, Greenall intraprende la carriera recitativa in giovane età e, negli anni novanta passa dal teatro alla televisione comparendo in serie quali: Metropolitan Police, Holby City, Harry Enfield's Television Programme, Monkey Dust, Doc Martin, Doctor Who e Fur TV. Inoltre fa da disc jockey nel programma radiofonico Bromwell High.
Parallelamente prende parte ai film Wimbledon e My Wrongs 8245-8249 and 117; inoltre presta la voce nei videogiochi Dragon Quest VIII e Tomb Raider II.
Nel 2007 partecipa alle serie BBC On the Blog e Saxondale, dove si riunisce a Steve Coogan, compagno sul set di I'm Alan Partridge. Contemporaneamente dà la voce al Principe Azzurro in Snow White: The Sequel, al fianco di Stephen Fry e Rik Mayall.
Tra 2010 e 2011 prende parte al doppiaggio della serie d'animazione The Octonauts e al film Holy Flying Circus; divenendo inoltre la voce ufficiale di Aleksandr Orlov, mascotte del sito comparethemarket.com. Inoltre co-produce ...e ora parliamo di Kevin
Nel dicembre 2011, Greenall dà la voce a tre animazioni tratte da Viz assieme a Steve Coogan, Sarah Millican e Gavin Webster, mentre nel 2013 interpreta nuovamente Michael nel film spin-off di I'm Alan Partridge: Alan Partridge: Alpha Papa.

## Doppiaggio
- I primitivi (Early Man), regia di Nick Park (2018)